# Vækkeur
Et vækkeur er et ur med en lydkilde, f.eks. en ringeklokke, som man kan indstille til at ringe på et bestemt tidspunkt. Som navnet antyder bruges sådanne ure primært til at vække sovende personer, men kan også bruges i andre situationer hvor man ønsker et hørbart "signal" på et bestemt klokkeslæt.

## Forskellige typer vækkeure
Selve urværket i et vækkeur adskiller sig ikke væsentligt fra "almindelige" ure uden vække-funktion, og kan som andre ure være rent mekaniske, elektromekaniske, eller elektroniske.

### Mekaniske og elektromekaniske ure
I mekaniske og elektromekaniske ure og vækkeure er såvel selve urværket som den anordning der sætter vækningen i gang på det valgte klokkeslæt, en mekanisk indretning. I det elektriske ur reduceres et veldefineret omdrejningstal fra en elektromotor gennem et gear af tandhjul til den "fart" hvormed viserne skal dreje rundt. I det rent mekaniske ur bruges en drivfjeder hvis oplagrede energi drejer en gearmekanisme rundt i et tempo der holdes konstant af en reguleringsmekanisme.
Begge typer vækkeure har oftest en "tredje viser" (eller fjerde, hvis urværket i sig selv er forsynet med en sekundviser), eventuelt på en "miniature-urskive" for sig selv: Ringeklokken etc. udløses, når selve urværkets lille viser når hen til det sted denne ekstra "vække-viser" peger på.
Dette system har den skavank, at den lille viser på et ur passerer ethvert sted på urskiven to gange i døgnet, så hvis et mekanisk vækkeur er sat til at ringe for eksempel klokken 6 om morgenen, vil det også give sig til at ringe klokken 6 om aftenen (18:00). Dette hindres dog af "normalt brug" af sådan et vækkeur, som typisk indebærer at man slår vække-funktionen til (og for mekaniske ures vedkommende: trækker dets fjedre op) når man går i seng, og slår den fra igen når man er blevet vækket af uret. Så længe man går i seng mindre end tolv timer før man skal op, løser denne fremgangsmåde problemet med tolvtimers-urværket.

### Elektroniske ure
I clockradioer og andre elektroniske (digitale) vækkeure er der ingen mekaniske dele der spiller nogen direkte rolle for urværkets eller vække-anordningens funktion. Som andre digitalure indeholder disse ure et elektronisk kredsløb som impulser fra en frekvensstabil ("taktfast") krystaloscillator. Vækkeanordningen består af dels et "huskekredsløb" (ram) som kan huske på klokkeslættet for vækning, samt et kredsløb der sammenligner klokkeslættet i huskekredsløbet med det klokkeslæt føromtalte tællekredsløb er "nået til"; når de to værdier er ens, startes en lydkilde: Clockradioen råder, som navnet antyder, over en radiomodtager der både kan bruges som en "normal" radio, og som den lydkilde der skal vække brugeren på et givent tidspunkt.
Clockradioer har som regel også en funktion, så man ved sengetid kan sætte radioen til at spille i et afmålt tidspunkt (længe nok til at brugeren falder i søvn), for derefter at slukke sig selv.
De fleste digitale vækkeure, både med og uden radio, råder desuden over en "slumre-funktion"; når uret ringer eller starter en eventuel indbygget radio, kan man ved at betjene slumre-funktionens knap standse vække-lyden i typisk 5 til 10 minutter, hvorefter vækningen genoptages.
Hvor digitale ure undgår det mekaniske 12-timers-urs problem med at "vække" to gange i døgnet, har de en svaghed i og med at de "glemmer tiden" (og det indstillede vækketidspunkt) ved selv ganske kortvarige svigt i strømforsyningen, med den konsekvens at brugeren højst sandsynligt ikke bliver vækket på det forventede tidspunkt. Som modtræk til dette er digitale ure til lysnet-brug indrettet så klokkeslæt-visningen på displayet blinker for at advare om at det ikke er blevet indstillet siden der senest er blevet tændt for strømmen til det. Desuden kan man i langt de fleste digitale vækkeure indsætte et batteri, som sørger for at urværket kan køre videre under selv flere døgn lange strømafbrydelser. For at spare på strømmen i dette batteri, kan uret hverken vise klokkeslættet eller vække mens det kører på batteridrift.

## Nye typer vækkeure
Der er lanceret forskellige former for vækkeure med specielle former for "vækkeanordninger", som af fabrikanterne hævdes at reducere det ubehag der er forbundet med at blive vækket før man er udhvilet og vågner af sig selv; for eksempel vække-lydsignaler der stiger i styrke fra det næppe hørbare til man vågner af det, og lyskilder der "blænder op" for lysstyrken i samme takt som det sker ved en solopgang.
Resultater fra søvnforskningen tyder på, at omfanget af ubehag ved at blive vækket før man vågner af sig selv hænger stærkt sammen med hvilken tilstand af søvn man befinder sig i når man bliver vækket. Siden 2005 er der markedsført nogle vækkeure, som ved hjælp af bevægelsessensorer eller EEG-elektroder finder en periode hvor brugeren sover let, og hvor vækningen følgelig bliver mindst ubehagelig.